# Ischemia mesenterica
L'ischemia mesenterica è una condizione medica causata dall'insufficiente afflusso di sangue  all'intestino tenue. Può manifestarsi improvvisamente (ischemia mesenterica acuta) o gradualmente (ischemia mesenterica cronica). La forma acuta della malattia si presenta spesso con dolore addominale grave improvviso ed è associata ad un alto rischio di morte.  La forma cronica si presenta in genere più gradualmente con dolore addominale dopo aver mangiato, perdita di peso involontaria, vomito e paura di mangiare.
I fattori di rischio per l'ischemia mesenterica acuta comprendono la fibrillazione atriale, l'insufficienza cardiaca, l'insufficienza renale cronica, la tendenza a formare coaguli di sangue e il precedente infarto del miocardio. Esistono quattro meccanismi attraverso i quali si verifica uno scarso flusso sanguigno: un coagulo di sangue proveniente da un'altra parte che viene alloggiato in un'arteria, un nuovo coagulo di sangue che si forma in un'arteria, un coagulo di sangue che si forma nella vena mesenterica superiore e un flusso sanguigno insufficiente a causa della bassa pressione sanguigna o spasmi di arterie. La malattia cronica è un fattore di rischio per la malattia acuta. Il miglior metodo di diagnosi è l'angiografia, con la tomografia computerizzata (CT) utilizzata quando non è disponibile.
Il trattamento dell'ischemia acuta può includere stent o farmaci per eliminare il coagulo nel sito di ostruzione mediante radiologia interventistica. La chirurgia a cielo aperto può anche essere utilizzata per rimuovere o bypassare l'ostruzione e potrebbe essere necessario rimuovere eventuali intestini che potrebbero essere morti. Se gli esiti non trattati rapidamente sono spesso scarsi.  Tra le persone colpite anche in presenza di trattamento, il rischio di morte è compreso tra il 70% e il 90%. In quelli con patologie croniche la chirurgia di bypass è il trattamento di scelta.  Coloro che hanno trombosi della vena possono essere trattati con anticoagulanti come eparina e warfarin, con un intervento chirurgico usato se non migliorano.

## Storia
L'ischemia mesenterica acuta fu descritta per la prima volta nel 1895 mentre la malattia cronica fu descritta per la prima volta negli anni '40. La malattia cronica era nota nella letteratura medica passata come angina addominale.

## Epidemiologia
L'ischemia mesenterica acuta colpisce circa cinquecentomila persone all'anno nel mondo sviluppato. L'ischemia mesenterica cronica colpisce circa uno su centomila persone. La maggior parte delle persone colpite ha più di 60 anni. La prevalenza è uguale sia nei maschi che nelle femmine della stessa età.  L'ischemia mesenterica fu descritta per la prima volta nel 1895.

## Segni e sintomi
Sebbene non sempre presenti e spesso sovrapposti, sono state descritte tre fasi progressive di ischemia mesenterica:
- Si verifica per prima una fase iperattiva, in cui i sintomi primari sono un forte dolore addominale e il passaggio di feci sanguinolente. Molti pazienti migliorano e non progrediscono oltre questa fase.
- Una fase paralitica può seguire se l'ischemia continua; in questa fase, il dolore addominale diventa più diffuso, la pancia diventa più tenera al tatto e la motilità intestinale diminuisce, causando gonfiore addominale, ulteriori feci sanguinolente e suoni intestinali assenti all'esame.
- Infine, una fase di shock può svilupparsi quando i liquidi iniziano a fuoriuscire attraverso il rivestimento del colon danneggiato. Ciò può provocare shock e acidosi metabolica con disidratazione, bassa pressione sanguigna, battito cardiaco accelerato e confusione. I pazienti che progrediscono in questa fase sono spesso in condizioni critiche e richiedono cure intensive .

### Reperti dell'esame obiettivo
I sintomi dell'ischemia mesenterica possono variare e possono essere acuti (soprattutto se embolici), subacuti o cronici.
Le serie di casi riportano la prevalenza dei risultati clinici e forniscono la migliore stima disponibile, ma distorta, della sensibilità dei risultati clinici. In una serie di 58 pazienti con ischemia mesenterica dovuta a cause miste:
- dolore addominale è presente nel 95% (mediana della durata di 24 ore). Gli altri tre pazienti hanno presentato shock e acidosi metabolica .
- nausea nel 44%
- vomito nel 35%
- diarrea nel 35%
- frequenza cardiaca > 100 nel 33%
- sanguinamento rettale nel 16% (non indicato se questo numero includeva anche sangue occulto - presumibilmente no)
- costipazione nel 7%

### Fattori di rischio
In assenza di esami strumentali adeguati per guidare la diagnosi, vari fattori di rischio aiutano a sospettare questo quadro clinico: 
- L'ischemia mesenterica "dovrebbe essere sospettata quando gli individui, in particolare quelli ad alto rischio di ischemia mesenterica acuta, sviluppano dolore addominale grave e persistente che è sproporzionato rispetto ai loro risultati addominali".[15], o semplicemente, dolore sproporzionato rispetto all'esame .
- Riguardo alla trombosi arteriosa mesenterica o all'embolia: "i sintomi precoci sono presenti e sono relativamente lievi nel 50% dei casi per 3-4 giorni prima di rivolgersi al medico".[16]
- Riguardo alla trombosi arteriosa mesenterica o all'embolia: "Qualsiasi paziente con un'aritmia come la fibrillazione atriale che si lamenta di dolore addominale è altamente sospettato di avere un'embolizzazione nell'arteria mesenterica superiore fino a prova contraria".
- Riguardo all'ischemia intestinale non-occlusiva: "Qualsiasi paziente che assume digitale e diuretici e che lamenta dolore addominale deve essere considerato ischemia noncclusiva fino a prova contraria".

## Diagnosi
È difficile diagnosticare precocemente l'ischemia mesenterica. Bisogna anche differenziare la colite ischemica, che spesso si risolve da sola, dalla condizione più immediatamente pericolosa per la vita di ischemia mesenterica acuta dell'intestino tenue . 

### Analisi del sangue
In una serie di 58 pazienti con ischemia mesenterica dovuta a cause miste:
- Conta dei globuli bianchi > 10,5 nel 98% (probabilmente una sopravvalutazione come testato nell'81% dei pazienti)
- Acido lattico elevato al 91% (probabilmente sopravvalutato come visto nel 57% dei pazienti)

Nell'ischemia mesenterica acuta molto precoce o molto estesa, può non essere ancora presente un conteggio elevato di lattato e globuli bianchi. Nell'ischemia mesenterica estesa, l'intestino può essere ischemico ma separato dal flusso sanguigno in modo tale che i sottoprodotti dell'ischemia non siano ancora circolanti.

### Endoscopia
Sono stati utilizzati numerosi dispositivi per valutare la sufficienza dell'erogazione di ossigeno al colon. I primi dispositivi erano basati sulla tonometria e richiedevano tempo per equilibrare e stimare il pHi, approssimativamente una stima dei livelli locali di CO 2 . Il primo dispositivo approvato dalla US FDA (nel 2004) ha utilizzato la spettroscopia di luce visibile per analizzare i livelli di ossigeno capillare. Utilizzare durante la riparazione dell'aneurisma aortico rilevato quando i livelli di ossigeno nel colon sono scesi al di sotto dei livelli sostenibili, consentendo la riparazione in tempo reale. In diversi studi, la specificità è stata dell'83% per l'ischemia mesenterica cronica e del 90% o superiore per l'ischemia colica acuta, con una sensibilità del 71% -92%. Tuttavia, questo dispositivo deve essere posizionato mediante endoscopia.

### Radiografia
Le lastre a raggi X  sono spesso normali o mostrano risultati non specifici.

### Tomografia computerizzata
La tomografia computerizzata (TC) viene spesso utilizzata. L'accuratezza della TAC dipende dalla presenza di un'ostruzione dell'intestino tenue (SBO).
In caso di SBO assente, la TC ha una sensibilità del 64% e una specificità del 92% . In caso di SBO presente, la TC ha una sensibilità del 83% e una specificità del 93%.
I reperti durante le prime fasi dell'Ischemia mesenterica alla TAC includono: 
- Edema mesenterico[23]
- Dilatazione intestinale
- Ispessimento delle pareti intestinali
- Filamento mesenterico[26]
- Evidenza di infarti di organi solidi adiacenti al rene o alla milza, coerenti con un fenomeno di doccia embolica cardiaca

I reperti tardivi della SBO, che indicano che l'intestino è necrotico, sono: 
- Gas intestinale intramurale[23]
- Gas venoso portale
- Aria addominale libera

### Angiografia
Poiché la causa dell'ischemia può essere dovuta all'occlusione embolica o trombotica dei vasi mesenterici o all'ischemia nonclusiva, il modo migliore di distinguere tra le eziologie è attraverso l'uso dell'angiografia mesenterica. Sebbene abbia gravi rischi, l'angiografia offre la possibilità di infusione diretta di vasodilatatori nel contesto dell'ischemia non inclusiva.

## Trattamento
Il trattamento dell'ischemia mesenterica dipende dalla causa e può essere medico o chirurgico. Tuttavia, se l'intestino è diventato necrotico, l'unico trattamento è la rimozione chirurgica dei segmenti morti dell'intestino. 
Nell'ischemia mesenterica non occlusiva, dove non vi è alcun blocco delle arterie che alimentano l'intestino, il trattamento è medico piuttosto che chirurgico. Le persone vengono ricoverate in ospedale per rianimazione con liquidi per via endovenosa, attento monitoraggio degli esami di laboratorio e ottimizzazione della loro funzione cardiovascolare. La decompressione della provetta NG e l'anticoagulazione dell'eparina possono anche essere usate per limitare lo stress intestinale e ottimizzare la perfusione, rispettivamente. 
La rivascolarizzazione chirurgica rimane il trattamento di scelta per l'ischemia mesenterica correlata a un'occlusione dei vasi che forniscono l'intestino, ma il trattamento medico trombolitico e le tecniche radiologiche interventistiche vascolari hanno un ruolo crescente.
Se l'ischemia è progredita al punto che i segmenti intestinali interessati sono cancrenosi, è necessaria una resezione intestinale di quei segmenti. Spesso, ovviamente, i segmenti morti vengono rimossi alla prima operazione e viene pianificata un'operazione di seconda occhiata per valutare i segmenti che sono al limite che possono essere salvati dopo la rivascolarizzazione.

### Metodi di rivascolarizzazione
- Trombectomia chirurgica aperta
- Bypass mesenterico
- Angioplastica mesenterica e stenting ante-femorale trans-femorale
- Aprire lo stenting angioplastico mesenterico retrogrado
- Trombolisi transcatetere[18]

## Prognosi
La prognosi dipende dalla diagnosi tempestiva (meno di 12-24 ore e prima della necrosi) e dalla causa sottostante:
- trombosi venosa: mortalità al 32%
- embolia arteriosa: mortalità al 54%
- trombosi arteriosa: mortalità al 77%
- ischemia non occlusiva : mortalità al 73%.

In caso di diagnosi e terapia tempestive, l'ischemia mesenterica acuta può essere reversibile.